# Мэтисон, Уильям
Уи́льям Мэ́тисон (англ. William Mathieson; 1870 — дата смерти неизвестна) — шотландский футболист, нападающий.

## Биография
Родился в Глазго. Играл за шотландские клубы «Клайдсдейл» и «Тисл». В июне 1892 года перешёл в английский клуб «Ньютон Хит». Дебютировал в составе «язычников» 3 сентября 1892 года в матче Первого дивизиона против «Блэкберн Роверс». Провёл за клуб 10 матчей и забил 2 гола в рамках Первого дивизиона (оба — в двух матчах, которые он сыграл в сезоне 1893/94). В декабре 1895 года был продан в «Ротерем Таун». В дальнейшем играл за «Фэрфилд», «Чорли» и «Саут-Шор».
Его младший брат, Дж. Мэтисон, также выступал за «Ньютон Хит» с 1892 по 1893 год, но официальных матчей за клуб не провёл.